# 1350-ті
Пізнє середньовіччя •  Реконкіста  •  Авіньйонський полон пап  •  Монгольська імперія

## Події

### Руські землі
1350 року литовський князь Любарт напав на Львів, але відбити Галичину від поляків не зумів. 1352 року Польща та Литва домовилися про розподіл завойованих земель. Галичина відійшла до Польщі, Литва зберегла Волинь та Берестейську землю. 1356 року литовський князь Ольгерд захопив Чернігів.  Того ж року польський король Казимир III Великий надав магдебурзьке право місту  Львову.
Між 1352 та 1354 роками митрополитом Київським був Теодорит, висвячений у Тирново й не визнаний Константинополем.
1353 року московський і володимирський князь Симеон Гордий помер від чуми. Новим князем став його брат Іван II Красний. Того ж року від чорної смерті помер митрополит Київський з осідком у Москві Феогност.  З 1354 року його змінив Олексій Бяконт. 1359 року, після смерті Івана II Красного, ярлик на Володимирське князівство отримав в Орді суздальський князь  Дмитро Костянтинович.

### Візантія, Туреччина
1351 року П'ятий Константинопольський собор затвердив ісихазм доктриною православ'я. 
1354 року візантійський імператор Іоанн VI Кантакузин зробив співімператором свого сина Матвія. Однак незабаром Іоанну Кантакузину довелося зректися трону, і вся влада перейшла до Іоанна V Палеолога. Наступного року, перед загрозою з боку турків, Іоанн V Палеолог написав папі римському Іннокентію VI листа з пропозицією об'єднання церков в обмін на військову допомогу.
1351 року турки-османи вперше перетнули Дарданелли й увійшли в Європу. 1354 року захопили Галліполі та Дидимотику в європейській частині Візантійської імперії. 1359 року турків очолив Мурад I.

### Східна Європа
1351 року Драгош став першим намісником Молдовського князівства. 1359 року Богдан I став його першим незалежним правителем. 
1355 року царем Сербії став Стефан Урош V.
1356 року король Угорщини Людовик I Великий вступив у війну з Венеційською республікою за панування в Далмації. До 1358 року він виграв війну. Рагузька республіка  формально визнала сюзеренітет Угорщини, але фактично була майже незалежною.
1357 року  Бердібек, син хана Золотої Орди Джанібека, вбив свого батька й 12 братів, і сам став великим ханом Орди. 1359 року Орда вступила в період міжусобиць, що отримав назву Велика зам'ятня.
1357 року почалося спорудження генуезької фортеці Чембало в Криму.
1357 року почалося  будівництво Карлового моста в Празі.

### Західна Європа
1352 року англійські війська завдали поразки французам в битві біля Морона у війні за Бретонську спадщину. 1353 року англійський парламент заборонив підданим королівства звертатися до чужоземного суду, зокрема до папського.  19 вересня 1356 року, в ході Столітньої війни,  англійці під керівництвом принца Уельсьского Едуарда, прозваного за свої чорні обладунки Чорним Принцом, розбили французів у битві біля Пуатьє і взяли в полон французького короля Іоана II Доброго. Наступного року, Іоанн Добрий, перебуваючи в полоні, підписав з англійцями перемир'я на два роки. 
1357 року Генеральні штати Франції прийняли великий березневий ордонанс, який обмежував повноваження короля, особливо щодо фінансів. У березні 1358 року в Парижі спалахнув бунт, учасники якого намагалися добитися впровадження ордонансу. Бунтівники захопили покої дофіна Карла й убили двох принців. Але після вбивства очільника бунтарів Етьєна Марселя дофін зміг повернутися. Того ж, 1358 року, значну частину Франції охопило селянське повстання, що отримало назву Жакерія. Його придушив король Наварри Карл Злий. 
1360 року англійський король Едуард III спробував захопити Реймс, щоб коронуватися в ньому, однак йому не вдалося цього зробити. Французький дофін Карл використовував проти англійців тактику спаленої землі, виснажуючи ворога нестачами провіанту й фуражу. Зрештою перший етап Столітньої війни завершився підписанням у Бретіньї договору між Англією та Францією. Едуард III відмовився від претензій на французьку корону в обмін на значні територіальні надбання. Французького короля Іоанна II Доброго відпустили з полону.
5 квітня 1355 року, через дев'ять років після обрання його римським королем, імперії Карл IV Люксембург вінчався у Римі імператорською короною. 1356 року Імперський рейхстаг прийняв Золоту Буллу, що встановила устрій Імперії на багато століть. 
1358 року помер герцог Австрії Альбрехт II Мудрий, залишивши свої володіння чотирьом синам, однак фактичним правителем Австрії став старший син Рудольф IV, оскільки його брати ще були малолітніми. Новий герцог взяв курс на відокремлення Австрії від Священної Римської імперії, опублікувавши фальшиві Privilegium Maius  і проголосивши себе ерцгерцогом.
Продовжувалося становлення Швейцарської Конфедерації, до якої 1351 року приєднався Цюрих, а 1352 — Гларус і Цуг. 1353 року  союзну угоду зі Швейцарською Конфедерацією уклав Берн.
1356 року Едуард Балліол зрікся трону Шотландії на користь англійського короля Едуарда III. 1357 року англійці за викуп відпустили з полону шотландського короля Давида II.

### Південна Європа
Папа римські продовжували правити з Авіньйона. 1352 року Іннокентій VI змінив на Святому престолі Климента VI.
1354 року Папа римський Іннокентій VI звільнив  Кола ді Рієнцо і послав його в Рим, де народний трибун отримав титул сенатора. Однак незабаром ді Рієнцо вбив розлючений натовп. Того ж року  король Німеччини Карл IV Люксембург вирушив у похід до Рима, щоб коронуватися імператором. 
Продовжувалася війна за протоки  між Візантією та Генуєю. 1351 року венеційці з допомогою Арагону й Візантії вигнали генуезців з Евбеї. Наступного року Генуя зазнала поразки на морі від об'єднаних флотів Венеції та Арагону й звернулася за покровительством до Мілана. Але 1354 року  генуезці завдали поразки венеційському флоту в битві біля Порто-Лонго. 1355 року сторони конфлікту домовилися про мир. 
1355 року португальський король  Афонсо IV послав убивць до коханки свого сина Педру I Інес де Кастро. Коли 1357 року Педро I успадкував трон, він наказав ексгумувати Інес де Кастро й коронувати її, а потім жорстоко розправився з убивцями. 
1356 року розпочалася війна двох Педро між Педро I Кастильським та Педро IV Арагонським. 
Джованні Боккаччо завершив написання «Декамерона».

### Північна Європа
1356 року у Швеції Ерік XII збунтував проти свого батька Магнуса Еріксона й проголосив себе королем. Почалася війна між батьком та сином. Проте 1359 року Ерік Магнуссон помер, а його батько залишився правителем Швеції. 
Штаб-квартирою Ганзи став Любек. Її Генералька рада 1358 року винесла рішення бойкотувати Фландрію.

### Азія
В Ірані влада ільханів практично зійшла нанівець, почався період панування Джалаїридів.
1351 року в Китаї, де правила монгольська династія Юань, піднялося повстання червоних пов'язок. 1356 року один із очільників повстання, Чжу Юаньчжан, захопив Нанкін і встановив у ньому свою столицю.
1352 року в Сіамі виникла тайська держава Аюттхая. 1353 року на території сучасного Лаосу утворилася держава Лансанг зі столицею в місті Луанг-Прабанг.

### Африка
1352 року танжирський мандріник Ібн Баттута відвідав Тімбукту.
У володіннях Маринідів після вбивства Абу Анан Фаріса 1358 року почався період анархії. 1359 року Заяніди відбили в Маринідів Алжир.

## Померли
{{}}